# Luigi Emanueli
Luigi Emanueli (* 4. Mai 1883 in Mailand; † 17. Februar 1959 ebenda) war ein italienischer Elektrotechniker, der das Ölkabel, eine spezielle Bauform eines Hochspannungskabels, entwickelte.

## Leben
Nachdem Luigi Emanueli im Jahr 1906 am Politecnico di Milano als Elektrotechniker graduiert hatte, wurde er von Pirelli engagiert, wo er elektrotechnische Untersuchungen vornahm. Um 1908 demonstrierte Emanueli dielektrische Verluste und 1911 Ionisation in Wechselstromkabeln.
Im Jahr 1917 wurde er technischer Manager von Pirelli in Italien und 1919 Chefingenieur von Pirelli in England. Internationale Beachtung erlangte er mit seinem Ölkabel, das er im Jahr 1927 präsentierte.
Kurz vor seinem Tod wurde ihm von der britischen Institution of Electrical Engineers die Faraday-Medaille verliehen.